# Mentha canadensis
Espèce
Classification phylogénétique
La Menthe du Canada (Mentha canadensis) est une espèce de plantes à fleurs de la famille des Lamiacées, originaire d'Amérique du nord et d'Asie orientale  dont les formes cultivées répandues dans le monde ont reçu des noms différents suivant leur origine : menthe américaine, menthe du Japon, menthe (des champs) de Chine (en anglais  American wild mint, cornmint, Japanese mint etc.).
Elle est proche de la menthe des champs Mentha arvensis originaire d'Europe mais contrairement à celle-ci, elle est très riche en menthol, un arôme naturel utilisé pour aromatiser les cigarettes, les boissons, pour l'hygiène buccale, les cosmétiques et l'industrie pharmaceutique. Les cultivars de menthe du Japon sont très cultivés en Asie car ils fournissent la principale source commerciale pour la production de (-)-menthol naturel.

## Histoire de la nomenclature
Dans l'édition de 1753, de Species plantarum,  Linné décrit 10 espèces de menthes, dont Mentha arvensis et M. canadensis, croissant respectivement en Europe et au Canada.
Actuellement, l'analyse phylogénétique des caractères morphologiques, du nombre de chromosomes et des composants chimiques des 19 espèces du genre Mentha, a conduit à la reconnaissance d'une grande proximité entre Mentha arvensis et M. canadensis.  Ces deux espèces sœurs du phylogramme obtenues par l'analyse de 27 caractères, peuvent se distinguer par leur distribution et leur nombre de chromosomes : M. arvensis est originaire d'Europe et possède 2n=6 x=72 chromosomes alors que Mentha canadensis est originaire d'Amérique du Nord et d'Asie orientale et possède 2n=8 x=96 chromosomes. The Plant List accepte aussi les deux espèces.
Pendant longtemps, les botanistes ne disposèrent pas d'outils d'analyse chimique et génétique et durent s'en remettre à l'observation de la morphologie des plantes (avec un peu d'anatomo-physiologie et de phytogéographie). Plusieurs auteurs, frappés par les similitudes morphologiques des deux espèces, ont tenté de classer Mentha canadensis comme  sous-espèce, variété ou forme de Mentha arvensis L.
Parmi les nombreuses étapes ayant conduit à la nomenclature actuelle, voici un petit échantillon de tentatives remarquables car à l'origine de synonymes, pour certains encore courants de nos jours :
- Mentha arvensis f. piperascens Malinvaud ex Holmes, 1882

En 1883, le botaniste londonien E.M. Holmes remarque que « Les menthes sont bien connues pour former une série continue de plantes qu'il est difficile de séparer en espèces. ». Concernant la menthe épicée du Japon, il indique « Dr. Franchet, un des auteurs de la plus récente Flore du Japon, pense que la plante japonaise est une forme de Mentha arvensis, caractérisée par les segments calycines [dents du calice] acuminés...Du Japon, je possède des spécimens de Mentha arvensis cueillis dans de très petites localités et auxquels j'ai trouvé un goût de menthe poivrée sans exception... M. Malinvaud remarque que le nom de piperita ne peut être correctement appliqué à la plante japonaise, car il est déjà appliqué à une forme de Mentha arvensis avec des fleurs en épis. Il suggère donc le nom Mentha arvensis var. piperascens. ». Malgré les arguments de Tucker et Naczi, beaucoup d'auteurs en Asie continuent à préférer le nom de Mentha arvensis à celui de Mentha canadensis.
- Mentha haplocalyx Briquet, 1889

A peu près à la même époque, en 1889, le botaniste Suisse Briquet pense au contraire que les dents du calice acuminées est un critère suffisant pour distinguer les menthes des champs asiatique des menthes des champs européennes M. arvensis. Par contre dit-il, « la comparaison minutieuse que nous avons faite de la plante d'Asie (Chine, Java, Hongkong, etc.) avec la forme de M. canadensis ne laisse aucun doute sur leur identité. Nous avons donc délaissé les noms de canadensis et javanica  qui représentent des fractions d'un même type et sont des expressions trop locales pour pouvoir s'appliquer à un territoire aussi vaste que celui occupé par l'espèce et avons adopté à la place celui de M. haplocalyx qui est plus général et indique en même temps la disposition lancéolée et subulée des dents calycinales. ». Mais l'appellation Mentha haplocalyx Briq. basée sur des considérations de motivation étymologique n'est pas recevable au regard des règles du nomenclature internationale actuelle.
- Mentha arvensis var. canadensis Kuntze, 1891. Une menthe (cornmint) de Niagara, robuste, de 1 m de haut, pileuse, est rapportée aux M. arvensis.
- Mentha arvensis var. glabrata Fernald, 1908. L'auteur considère la menthe de variété glabrata commune au Canada, comme une variété de M. arvensis.

## Description

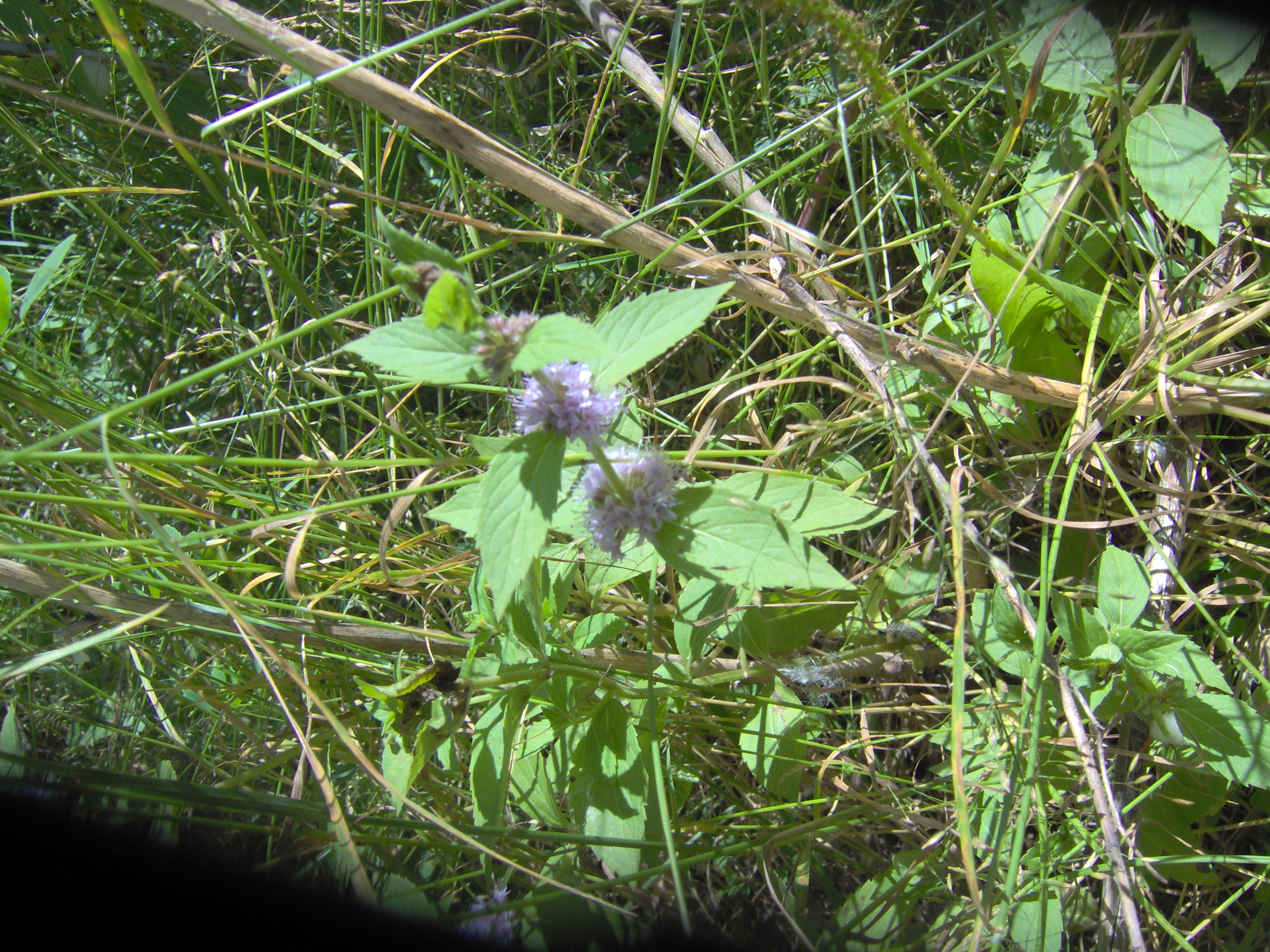
Mentha canadensis

Mentha canadensis est une plante vivace, de 30 à 60 cm de haut, plus ou moins pubérulente. La plante est rhizomateuse, avec des tiges à section carrée, dressées-ascendantes et ramifiées.
La feuille, portée par un pétiole de 2-10 mm, est linéaires-oblongues, de 3-5(-7) x 1-3 cm, pubérulente (à poils glanduleux sur les deux faces), avec une marge dentée-serretée, une base cunée à arrondie et un apex aigu.
Les fleurs pourpres à blanches sont disposés en verticilles (verticillasters), axillaires, écartés, compacts (glomérules), d'environ 1,8 cm de diamètre. L'axe floral est terminé par un petit faisceau de feuilles.
Le calice est tubulaire-campanulé, court (2-3 mm), à 5 dents égales, triangulaires-aiguës (1 mm). La corolle pourpre à blanche, de 4 mm, est pubérulente à l'intérieur. L'ovaire supère est constitué de deux loges contenant chacune deux ovules.
La floraison se déroule de juillet à octobre.
Les fruits sont des tétrakènes.
Dans les clés morphologiques données par Tucker et Naczi pour distinguer M. canadensis de M. arvensis, M. canadensis est caractérisée par ses feuilles linéaires-oblongues alors que M. arvensis est caractérisée par ses feuilles ovales à suborbiculaires. La tige fleurie de la menthe du Canada est d'aspect conique (taille décroissante vers l'extrémité fleurie) et dégage une odeur de menthe pouliot ou poivrée, caractères généralement absents chez la menthe des champs.

## Distribution et habitat
Mentha canadensis est originaire
d' :
- Asie tempérée : Chine, Japon, Corée, Russie
- Asie tropicale : Sri Lanka, Cambodge, Laos, Myanmar, Thaïlande, Indonésie, Malaisie, Philippines
- Amérique du Nord : Canada, États-Unis

Des formes riches en menthol sont cultivées en :
- Asie : Chine, Japon, Corée, Taïwan, Inde, Thaïlande, Vietnam
- Australasie : Nouvelle-Zélande
- Europe : Bulgarie, Roumanie
- Amérique : Mexique, États-Unis, Cuba, Brésil, Argentine.
- Afrique : Angola, Afrique du Sud

Elle croît sur le bord des cours d'eau, des lacs et étangs et le long des chemins.

## Synonymes
Parmi les nombreux synonymes donnés par Tucket & Naczy, citons :
- Mentha borealis Michx. 1803
- Mentha cinerea Raf. 1833
- Mentha agrestis Raf. 1840
- Mentha arvensis L. f. piperascens Malinv. ex Holmes 1882
- Mentha haplocalyx Briq. 1889
- Mentha hakka Siebold 1890
- Mentha arvensis L. var. canadensis Kuntz 1891
- Mentha arvensis L. var. borealis (Michx.) Kuntze 1891
- Mentha sachalinensis (Briq.) Kudo 1929

etc.

## Composition chimique
L'huile essentielle de menthe est extraite des parties feuillées par distillation à la vapeur d'eau.
Parmi les menthes cultivée, Mentha canadensis est la principale menthe aromatique cultivée pour la production commerciale d'huile essentielle riche en menthol. Les centres de recherche agronomique asiatiques ont sélectionné depuis longtemps des cultivars riches en terpénoïdes, contenant en général de 60 à 80 % de menthol.
Des pieds de M. canadensis (traité comme M. sachalinensis) prélevés dans leur milieu naturel ont une huile essentielle caractérisée par une forte concentration de menthol (73 à 88 %), ainsi que du néomenthol, menthone, iso-menthone, α-pinène et 1,8-cinéole (Nikolaeva, 1964).
Ikeda et al. ont comparé en 1971, les composants principaux des huiles des clones 'Ryokubi' et 'Sanbi' (de M. canadensis) cultivés au Japon :
| Huile essentielle de M. canadensis (d'après Ikeda al., 1971) |            |              |            |             |
| β-pinène                                                     | limonène   | 3-octanol    | menthone   | isomenthone |
| 0,2 % - 1,1 %                                                | 0,7%-2,3 % | 0,5%-0,8 %   | 2,8%-6,1 % | 0,8%-2,1 %  |
| acétate de menthyle                                          | neomenthol | menthol      | pulegone   | piperitone  |
| 2,7%-9,3 %                                                   | 0,9%-2,2 % | 76,8%-86,3 % | 0%-0,8 %   | 1,4%-2,7 %  |

À partir de cultivars importés, les Indiens ont produit par croisements de nombreux cultivars riches en menthol. Prenons l'exemple de 'Kosi' :
| Huile essentielle de M. canadensis 'Kosi' (d'après Verma als, 2010) |          |              |                     |          |
| Menthol                                                             | Menthone | iso-menthone | Acétate de menthyle | Limonène |
| 78,21                                                               | 3,60     | 2,88         | 2,53                | 2,21     |

Des analyses faites régulièrement tous les 30 jours après la transplantation des plants ont montré que la concentration en menthol atteignait un maximum aux alentours des 120 à 150 jours après la transplantation. La concentration en menthone atteint son maximum en début du cycle végétatif (19,32 % au bout de 30 jours) puis décroît par la suite.
Le (-)-menthol naturel, un arôme réputé pour la sensation de fraîcheur qu'il apporte est produit par congélation de l'huile essentielle.
En raison de trois atomes de carbone asymétriques dans la molécule de p-menthan-3-ol, il existe quatre isomères géométriques possibles (menthol, neomenthol, isomenthol et neoisomenthol) et huit stéréoisomères. Le profil aromatique de ces composés, évalué par un groupe de dégustateurs, met en premier le (-)-menthol pour la sensation de fraîcheur qu'il procure. Pendant plus d'un siècle, l'huile essentielle de menthe du Japon a été la source principale du (-)-menthol et ce n'est qu'à la fin du XXe siècle que des percées dans la synthèse chimique du (-)-menthol ont permis une production commerciale significative. La production de (-)-menthol synthétique représente environ 30 % du marché avec 12 000 tonnes. L'huile essentielle de Mentha canadensis (dite aussi de Mentha arvensis) partiellement démentholée est officinale.
Les alcools trouvés habituellement dans l'huile de menthe du Japon sont le (Z)-3-hexanol, 3-octanol, linalol, terpinène-4-ol, α-terpineol, isopulegol, neoiso(iso)pulegol, neomenthol, neoisomenthol,menthol, et isomenthol.

## Activité pharmacologique
L'activité anti-oxydante de l'huile essentielle de Mentha canadensis contenant 41 % de menthol et 20 % de menthone a été étudiée. La neutralisation des radicaux hydroxyles OH* est plus importante que celle obtenue avec la quercétine. L'huile chelate aussi les ions Fe3+.

## Culture
De toutes les espèces de menthes sauvages du genre Mentha, seules quatre ont connu un développement économique important de leur culture : la menthe du Japon (Mentha canadensis), la menthe poivrée (M. x piperita), la menthe en épi (M. spicata) et la menthe écossaise (Mentha x gracilis Sole).
En ce qui concerne la première, la menthe du Japon, la production est actuellement dominée par l'Inde après l'avoir été par le Japon dans la première moitié du XXe siècle puis par le Brésil.
Les principaux pays producteurs d'huile essentielle (HE) de Mentha canadensis sont l'Inde et la Chine :
| Production de l'Inde et de la Chine (en tonnes) |        |         |       |         |
|                                                 | Inde   | Inde    | Chine | Chine   |
| année                                           | HE     | Menthol | HE    | Menthol |
| 1977                                            | 250    | 135     | 1000  | 540     |
| 2000                                            | 11 000 | 6 500   | 2 800 | 1 500   |
| 2004                                            | 12 000 | 7 200   | 2 300 | 1300    |

- L'Inde

Bien que l'Inde n'introduisît la culture de Mentha canadensis qu'en 1955 à partir du Japon, elle devint en quelques décennies le premier producteur d'huile essentielle et de menthol. Dans les années 1970, la culture s'est principalement développée dans la région du Terraï au pied de l'Himalaya (Punjab, Uttar Pradesh). Dans la plaine Indo-gangétique, elle représente de 125 000 à 175 000 ha. Avant 1990, le principal cultivar cultivé était 'Shivalik' puis furent introduits 'Kalka', 'Gomti', 'Himalaya', et 'Kosi' (en 1997). La production indienne a cru rapidement depuis l'an 2000 et atteindrait en 2014, les 50 000 tonnes. L'Inde domine le marché mondial avec 80 % de la production suivie par la Chine et le Japon, représentant chacun 10 %.  Elle exporte entre 25 et 30 000 tonnes sous la forme d'huile d'arvensis (menthe du Japon), poudre et cristaux de menthol, huile de menthe démentholisée. C'est une grosse consommatrice puisque sa consommation intérieure représente 40 % de la consommation globale, la Chine 20 %, l'Europe 15 % (avec l'Allemagne et les Pays-Bas en premier) puis les États-Unis 15 %.
- la Chine

L'utilisation médicinale de la menthe remonte à la dynastie Song (960 - 1279) mais la culture commerciale pour la production de menthol a commencé en 1923 à Shanghai. Des ateliers de production de menthol furent créés dans les provinces de l'Anhui, du Jiangsu et du Henan.
La majorité des cultivars de Mentha canadensis cultivés en Chine ont été développés à partir de variétés locales de l'espèce. Le cultivar 'Mint 80-A-53', créé en 1987, possède de puissants rhizomes, des fleurs d'un pourpre pale, et produit 150 kg/ha d'huile contenant plus de 80 % de menthol. La distillation de la menthe est faite par les producteurs eux-mêmes.
- les autres producteurs importants sont : le Japon, Taiwan, le Brésil, le Paraguay et en moindre quantité la Corée et la Thaïlande[15].